# KV41

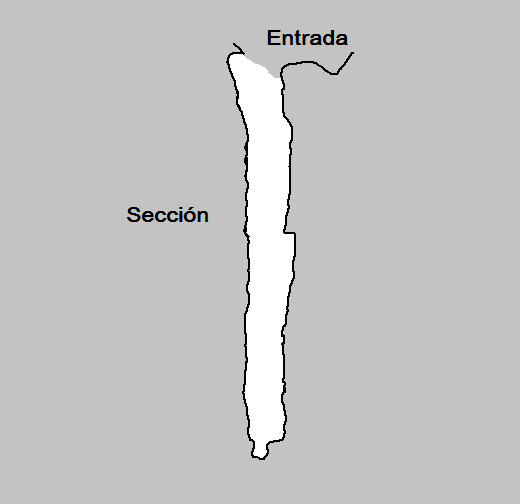
Tall vertical de la tomba.

KV41, acrònim de l'anglès King's Valley, és una tomba egípcia de l'anomenada Vall dels Reis, situada a la riba oest del riu Nil, a l'altura de la moderna ciutat de Luxor. El fet d'estar tan allunyada de les altres tombes i presentar un pou tan profund la fan un dels sepulcres més especials de la necròpolis.